# Эмиссия банковских карт
Эмиссия банковских карт — деятельность по выпуску банковских карт, открытию счетов и расчётно-кассовому обслуживанию клиентов при совершении операций с использованием выданных им банковских карт.

## Эмиссия банковских карт в России
По данным Банка России, более 65 % банков осуществляет эмиссию и/или эквайринг платежных карт (661 кредитных организаций из 965), количество эмитированных ими банковских карт (данные на 01.07.2012) составило 220 млн, что на 24 % больше, чем в прошлом году.
Более 80 % эмитированных банковских карт было выпущено международными платёжными системами VISA и Mastercard. Российские платёжные системы (Сберкарт, Золотая Корона, STB Card, Union Card) контролируют от 6 % до 12 % рынка.
Лидером по выпуску дебетовых банковских карт в России является «Сбербанк» (около 45 % эмиссии всех карт). По данным на 1 апреля 2007 г., объём эмиссии карт Сбербанка достиг 18,77 млн карт, увеличившись за 1-й квартал 2007 г. на 7 %. При этом количество карт международных платежных систем VISA и MasterCard составило 15,63 млн карт (83 % от общего объема эмиссии), в том числе: MasterCard и Maestro — 9,21 млн карт; VISA и VISA Electron — 6,42 млн карт. Количество микропроцессорных карт Сберкарт составило 3,14 млн карт.
По данным Visa International, на конец 2-го квартала 2007 года российские банки выпустили 39,4 млн карт VISA, что на 47 % больше результатов прошлого года.

## Международный выпуск карт
Лидирует в мире по выпуску карт China UnionPay, занимающая 30 % рынка (2012 год), на втором месте VISA, занимающая 28,6 %.